# Helipuerto de Mónaco
El Helipuerto de Mónaco está situado en el distrito de Fontvieille (en francés: Héliport de Monaco, IATA: MCM, ICAO: LNMC código IATA: MCM, y su código OACI : LNMC), junto al Mar Mediterráneo.

## Características
Tiene enlaces frecuentes con el aeropuerto de Niza en la vecina Francia , con conexiones con vuelos directos a lugares como Nueva York y la mayoría de países de Europa.
La frecuencia de salida sus vuelos, que es de aproximadamente cada 20 minutos durante los días de semana, actúan como un barómetro económico que da refleja el dinamismo de la economía de Mónaco.
Para un país tan pequeño como Mónaco ha hecho una contribución significativa para su aviación, siendo además testigo de numerosas competiciones de vuelo en los primeros días de vuelo con motor. 

## Aerolíneas y destinos
| Aerolíneas      | Destinos |
| --------------- | -------- |
| Heli Air Monaco | Niza     |
| Monacair        | Niza     |